# Utazás a Holdba (film, 1902)
Az Utazás a Holdba (eredeti cím: Le Voyage dans la lune) 1902-ben bemutatott fekete-fehér tudományos-fantasztikus némafilm. A film története két népszerű regényen alapszik: Jules Verne Utazás a Holdba és H. G. Wells Emberek a holdban című művén. A filmet Georges Méliès írta és rendezte testvére, Gaston, segítségével. Elkészítése 10 000 frankba került, ami akkoriban hatalmas összegnek számított. Méliès a párizsi Folies Bergère varieté táncosait kérte fel a Holdon élő földönkívüli lények megformálására.
A film 14 perc hosszúságú, ha másodpercenkénti 16 képkockás sebességgel játsszák, ami a standard sebesség volt a film készítésekor. A film bemutatásakor nagyon nagy sikernek örvendett és Méliès több száz filmje közül a legismertebb. Az Utazás a Holdba a filmtörténet egyik legkorábbi ismert sci-fi filmje. A film készítése során az elsők között alkalmaztak animációs technikákat és speciális effektusokat, így Méliés műve egyben az első animációs filmek egyikének is tekinthető.

## Cselekmény
Egy csillagászati találkozón a társaság elnöke javaslatot tesz egy holdbéli utazásra. A kezdeti ellenállás után, hat bátor csillagász beleegyezik a tervbe. Megkezdik egy puskagolyó formájú űrkapszula építését, melyet egy óriási ágyúból szándékoznak kilőni. Miután elkészült a kapszula, a csillagászokat kilövik egy csoport gyönyörű, tengerészegyenruhába öltözött nő segítségével. A Hold arca nyomon követi ahogy a kapszula közeledik felé és végül szemen találja.
Az űrhajó biztonságban landol a Holdon. A csillagászok kimásznak a kapszulából és megtekintik a távolban felkelő Földet. Fárasztó útjuk után a csillagászok kiterítik takaróikat és nyugovóra térnek. Miközben alszanak, elhalad a Hold mellett egy üstökös, a Nagy Göncölszekér minden egyes csillagából emberi arcok tekintenek ki, az öreg Szaturnusz kihajol bolygója egyik ablakán és Phoebe istennő egy félhold-hintán üldögélve jelenik meg. Phoebe havat idéz elő, ami felébreszti a csillagászokat. Egy barlangba menekülnek, ahol hatalmas gombákra bukkannak. Az egyik csillagász kinyitja az esernyőjét, ami nyomban gyökeret ereszt és gombává változik.
Ekkor megjelenik egy Szelenit (egy Holdon élő rovarszerű űrlény), akit az egyik csillagász könnyedén megöl. A teremtmények felrobbannak, ha erős ütés éri őket. Fokozatosan egyre több Szelenit veszi körbe a csillagászokat, akiket végül vezetőjük elé visznek. Az egyik csillagász felkapja a Fő-Szelenitet trónjáról és földhöz vágja, aki ennek következtében felrobban.
A csillagászok visszasietnek kapszulájukhoz (miközben folyamatosan odacsapnak a Szeleniteknek) öten közülük beszállnak, míg a hatodik, egy kötél segítségével, egy holdbéli lejtőn leborítja az űrhajót bele a világűrbe. Egy Szelenit az utolsó pillanatban belekapaszkodik a kapszulába, amely visszatér a Földre és az óceánban landolnak. A Szelenit leesik és a kapszula visszatér a víz felszínére, amit egy hajó kivontat a partra.

## Szereplők
(Nincs stáblista)
- Victor André
- Bleuette Bernon – Nő a holdon
- Brunnet – Űrhajós
- Jeanne d'Alcy
- Henri Delannoy – A rakéta kapitánya
- Depierre
- Farjaut – Űrhajós
- Kelm – Űrhajós
- Georges Méliès – Barbenfouillis Professzor

## Fordítás
- Ez a szócikk részben vagy egészben  az   A Trip to the Moon című angol Wikipédia-szócikk fordításán alapul.  Az eredeti cikk szerkesztőit annak laptörténete sorolja fel. Ez a jelzés csupán a megfogalmazás eredetét és a szerzői jogokat jelzi, nem szolgál a cikkben szereplő információk forrásmegjelöléseként.